# Pedro I de Serbia
Pedro I de Serbia o Pedro I Karadjordjevic (en serbio: Petar I Karađorđević / Петар Карађорђевић I; 11 de julio de 1844 - 16 de agosto de 1921), también conocido como el rey Pedro el Libertador, fue rey de Serbia de 1903 a 1918, y después rey del Reino de los Serbios, Croatas y Eslovenos, conocido después como Yugoslavia.

## Infancia y exilio (1844-1903)
Pedro nació en Belgrado, hijo del knez Alejandro Karađorđević de Serbia y su consorte, la princesa Persida Nenadović. Su abuelo era Karađorđe Petrović, que había acaudillado la primera insurrección serbia. El príncipe Alejandro abdicó en 1858 y llevó a su hijo con él al exilio, en la actual Rumania.
El joven noble estudió en Ginebra, pero pasó la mayor parte de su exilio en Francia, donde recibió formación militar en París y Metz. Participó en la guerra franco-prusiana de 1871 como oficial del ejército francés. En una ocasión, durante la guerra, después de haber sido separados de su unidad, evitó su captura cruzando a nado las aguas congeladas del Loira.
Durante el levantamiento de los serbios contra el Imperio otomano en 1876 en Bosnia y en Herzegovina, Pedro tomó el nombre de Mrkonjic, una versión eslavizada de su apellido, y participó en el alzamiento. Tuvo que abandonar la región ante la insistencia del entonces príncipe Milan I de Serbia, el gobernante de Serbia, que vio a Pedro como un rival y temió por su popularidad entre el pueblo serbio.
Se casó con la princesa Ljubica de Montenegro, hija mayor del futuro rey Nicolás I de Montenegro, en 1883. Tuvieron cinco hijos: la Princesa Elena en 1884, la princesa Milena en 1886, el príncipe Jorge en 1887, el príncipe Alejandro en 1888 y el príncipe Andrés en 1890. La princesa Milena murió a la edad de un año, en 1887, y el príncipe Andrés, el benjamín, falleció en el parto junto con su madre.
Pasó gran parte de su largo exilio en Francia y en Suiza. Pedro regresó a Serbia en 1903, ya con sesenta años de edad, cuando en un sangriento golpe de Estado militar fue asesinado el rey Alejandro I. Fue coronado rey de Serbia el 21 de septiembre de 1904 en la catedral de San Miguel de Belgrado. El magnicidio y la posterior entronización de Pedro pusieron fin a la secular rivalidad de las dos dinastías serbias que se habían disputado el trono del país el siglo anterior, la Obrenović y la Karađorđević.

## Reinado (1903-1921)

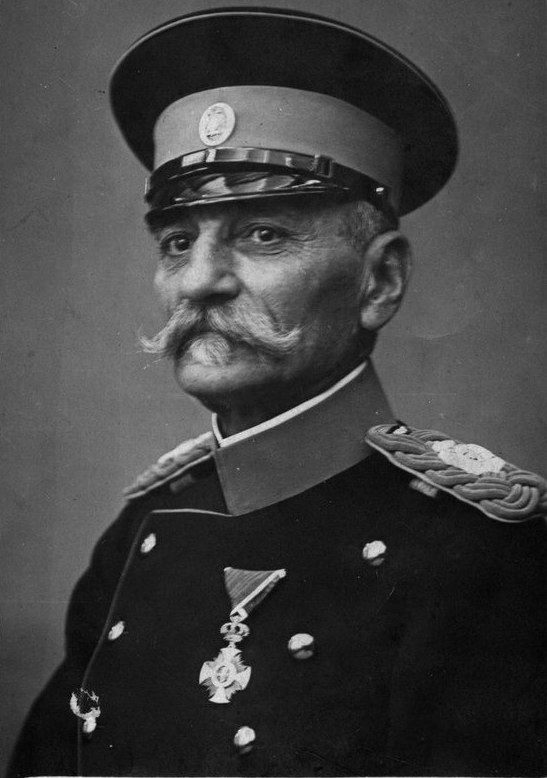
Imagen del Rey Pedro I.

La educación occidental recibida por el rey le hizo tratar de liberalizar Serbia con el objetivo de crear una monarquía constitucional de estilo occidental, incluso tradujo al serbio el libro On Liberty (Sobre la Libertad) de John Stuart Mill. Al carecer de partidarios en el país, optó por apoyarse en el Ejército para afianzar la dinastía. Los conspiradores que le habían entregado la corona se apresuraron a ocupar los puestos clave de las Fuerzas Armadas, arrumbando a los oficiales fieles a la dinastía derrocada.
Optó por "retirarse" debido a problemas de salud después de las guerras de los Balcanes, que, desde una perspectiva serbia, fueron un gran éxito. El poder ejecutivo pasó a su hijo Alejandro.
El rey estuvo relativamente inactivo durante la Primera Guerra Mundial, aunque de vez en cuando visitó las trincheras, para comprobar el estado de sus tropas. Participó en una visita memorable en 1915 cuando, con 71 años, cogió un rifle y disparó a soldados enemigos. Tras la invasión del territorio serbio por las Potencias Centrales, el rey condujo a su ejército y a refugiados civiles a través de las montañas hasta el Mar Adriático. Se refugió en Salónica, donde se dedicó a reorganizar las tropas, que en septiembre de 1918 tomaron parte en la ofensiva del frente oriental.
Su última aparición pública fue el 1 de diciembre de 1918, cuando fue proclamado Rey de los Serbios, Croatas y Eslovenos. El rey Pedro I murió en Belgrado en 1921 a la edad de 77 años. Fue enterrado en la Iglesia San Jorge, en Topola, donde su abuelo Karadjordje, el fundador de la dinastía lanzó una insurrección a gran escala contra los otomanos en 1804.

## Sucesión
Tres de sus hijos llegaron a adultos: Elena (Jelena), que desposó al príncipe ruso Iván Konstantínovich; Jorge y Alejandro. Como hijo varón mayor, el príncipe Jorge era el presunto sucesor del rey Pedro. Sin embargo, el príncipe era mentalmente inestable y protagonizó una serie de escándalos públicos. En 1909 pateó a un sirviente hasta la muerte en un ataque de rabia, suceso que obligó al príncipe heredero a renunciar a su reclamación al trono en favor de su hermano Alejandro.

## Legado
El rey Pedro I es recordado por su modestia, que se atribuye a su formación militar. Fue inmensamente popular a lo largo de su reinado y sigue siendo uno de los dirigentes más populares de los Balcanes Occidentales. Es considerado el padre fundador de Yugoslavia (este nombre, coloquial, pero muy ampliamente utilizado incluso en los mapas de Europa durante su día, se convirtió en oficial en 1929).
Sus hijos tuvieron mucha influencia en la política europea posterior. Su hijo, el rey Alejandro I, unió a Yugoslavia con Occidente y ayudó a fomentar la naciente identidad nacional yugoslava. Su hija, la princesa Elena, se casó con el Príncipe Iván Konstantínovich Románov que fue asesinado en la Revolución.
En París, una avenida de los Campos Elíseos lleva su nombre, la avenida Pierre Ier de Serbia. Hay un modesto monumento dedicado al rey Pedro I en Orléans, Francia, cuando luchó como voluntario en el ejército francés. Un gran monumento al rey Pedro y su hijo Alejandro I de Yugoslavia se inauguraría en 1936, en la Porte de la Muette en París.

## Títulos y tratamientos
Esta tabla aún no está actualizada. Puedes contribuir aportando información sobre títulos y tratamientos de esta persona.

## Distinciones honoríficas

### Distinciones honoríficas serbias
- Caballero Gran Collar de la Orden del Santo Príncipe Lázaro (11/06/1903).
- Soberano Gran Maestre (y fundador) de la Orden de la Estrella de Karađorđević (01/01/1904).
- Soberano Gran Maestre de la Orden del Águila Blanca (11/06/1903).
- Soberano Gran Maestre de la Orden de San Sava (11/06/1903).

## Galería de imágenes

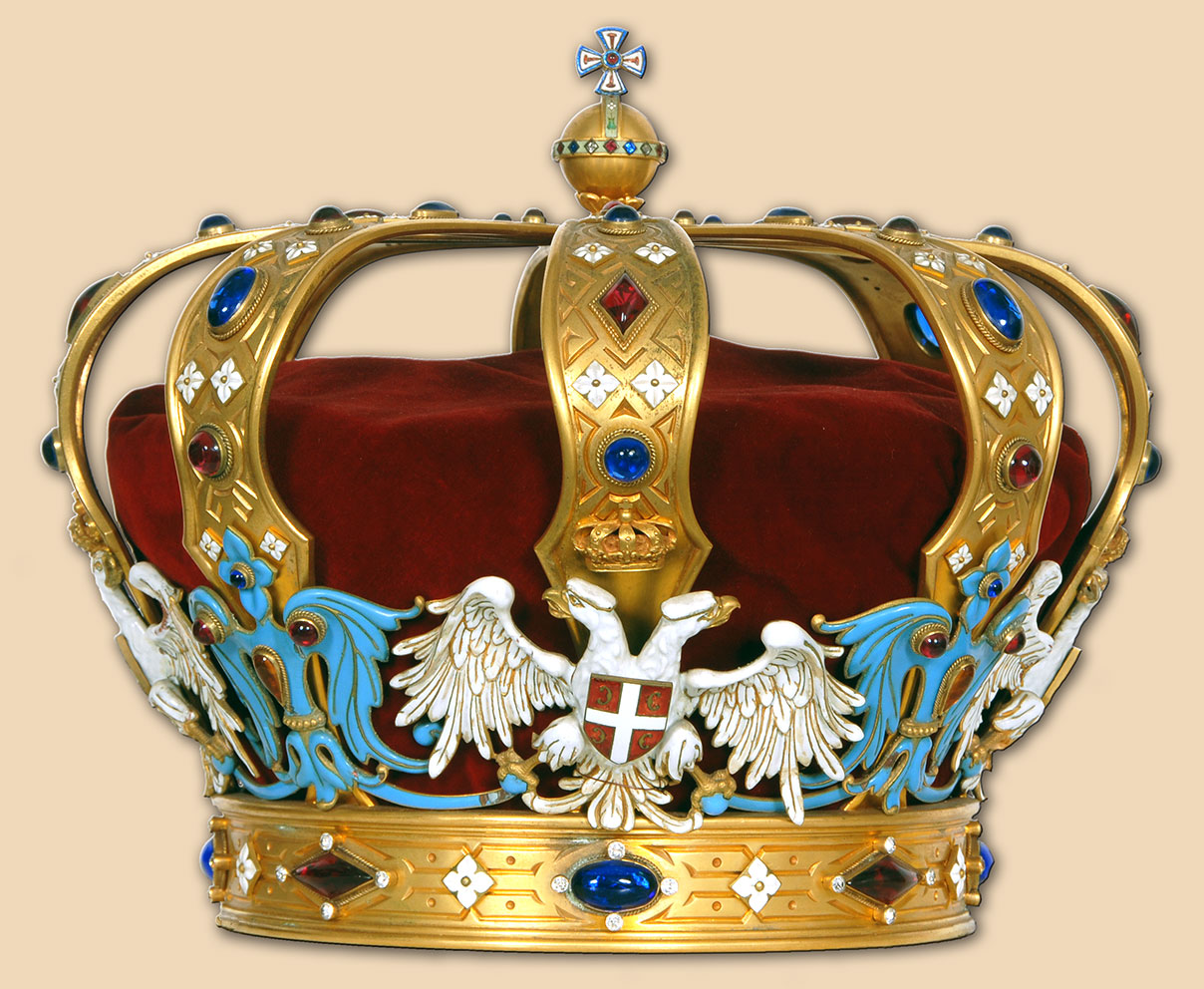
Corona de la casa Karadjordjevic.
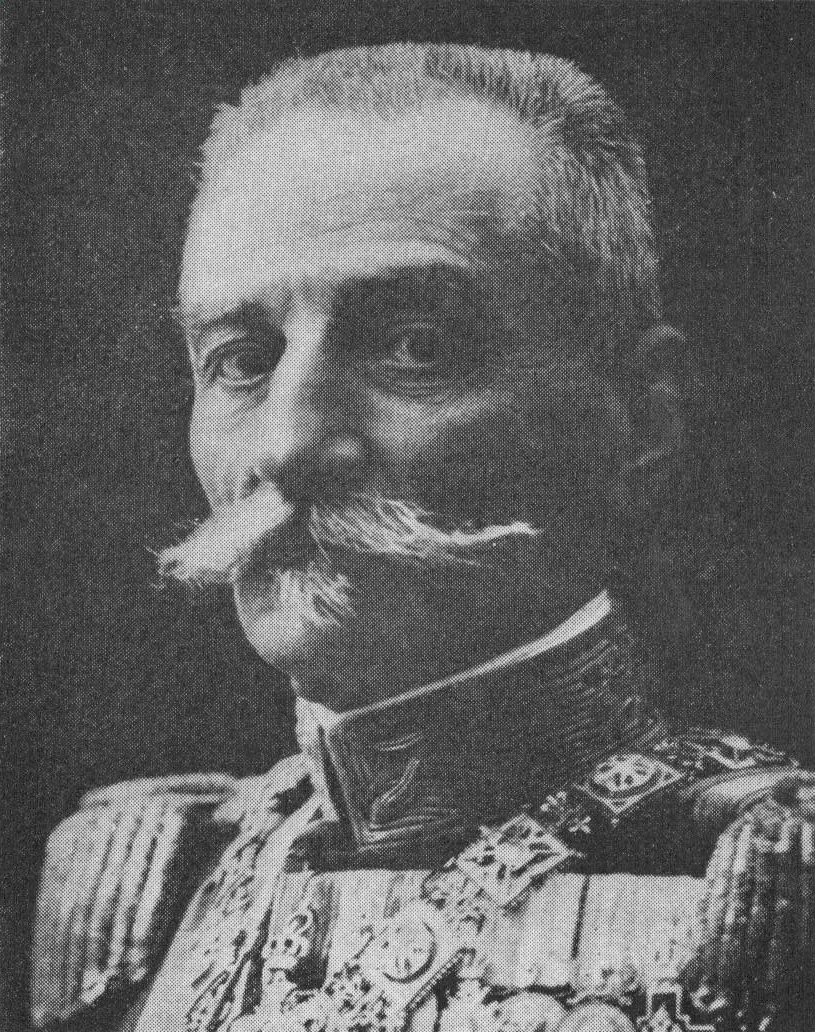
Pedro I con uniforme militar.
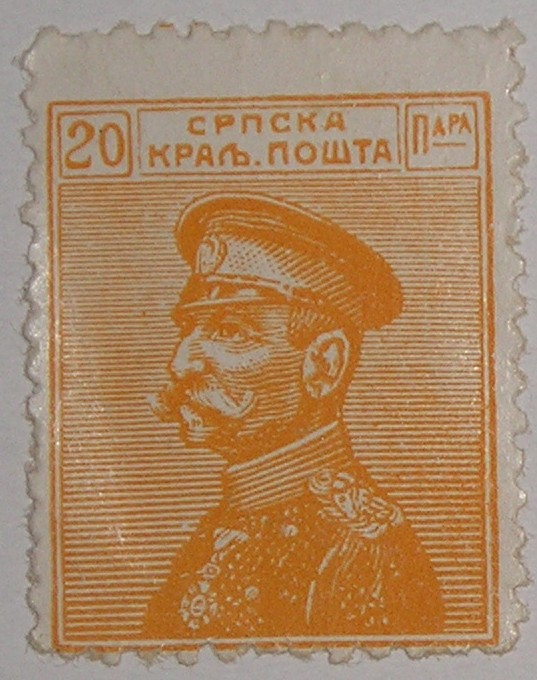
Sello de Serbia de 1911, con la efigie del rey.
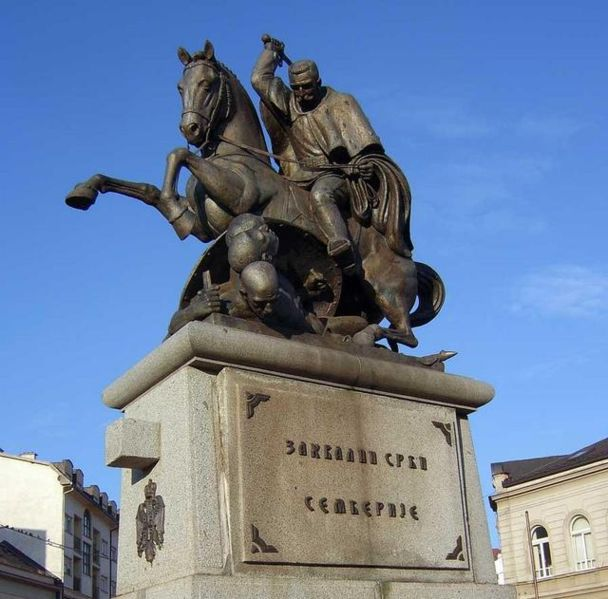
Monumento a Pedro I en Bijeljina, Bosnia y Herzegovina.